# Ascidia malaca
Ascidia malaca is een zakpijpensoort uit de familie van de Ascidiidae. De wetenschappelijke naam van de soort is voor het eerst geldig gepubliceerd in 1883 door Traustedt.